# احشام احمد (دیر)
احشام احمد روستایی از توابع بخش مرکزی شهرستان دیر استان بوشهر در جنوب ایران است.

## جمعیت
این روستا در دهستان حومه دیر قرار دارد و بر اساس سرشماری رسمی ایران در سال ۱۳۹۵ خالی از سکنه می‌باشد بر همین اساس در سال ۱۳۸۵ آمار جمعیت آن ۵۹ نفر (۱۱ خانوار) بوده‌است.